# Osfradiu
Osfradiul (din greaca osphradion = miros puternic) sau organul lui Spengel este un organ de simț olfactiv la diverse grupe de moluște, care este situat pe cap în urma ochilor, aproape de deschiderea paleală.  De regulă generală, suprafața senzitivă este mărită prin formarea de pliuri transversale, dispuse regulat, astfel că osfradiul ia aspectul unei ctenidii. Osfradiile sînt organe olfactive dezvoltate chiar în calea curentului de apă care intră în cavitatea paleală la branhii și controlează suspensiile ajunse în cavitatea paleală odată cu apa. Nervul lor este o ramură a nervului branhial.